# Alejandro Marcos López
Alejandro Marcos López, más conocido como Alejandro Marcos (Badalona, España, 29 de febrero de 2000), es un futbolista español que juega en la posición de defensa central en las filas del Unió Esportiva Llagostera de la Segunda División B de España, cedido por el CD Castellón.

## Trayectoria
Natural de Badalona, en 2008 ingresaría en el Benjamín B del FC Barcelona procedente del Sant Gabriel. Es un defensa defensa central que también puede jugar de lateral, que pasaría por todas las categorías del FC Barcelona hasta formar parte del juvenil de División de Honor en la temporada 2018-19. 
En enero de 2019, y tras 10 temporadas en el fútbol formativo azulgrana, Marcos fichó por el FC Torino para jugar en su filial el Torino Primavera.
En la temporada 2019-20, con el Torino Primavera disputaría 7 partidos de la liga Primavera 1 y encuentro de la Coppa Primavera.
El 5 de octubre de 2020, el jugador firma por el CD Castellón de la Segunda División por dos temporadas. El central no entró en ninguna convocatoria en Liga y tan solo dispuso de 16 minutos en la eliminatoria copera frente al CD Tenerife, en el que fue su debut con el primer equipo orellut.
El 20 de enero de 2021, firma por el Unió Esportiva Llagostera de la Segunda División B de España, cedido por el CD Castellón.

## Clubes
| Club                      | País   | Año             |
| ------------------------- | ------ | --------------- |
| Torino Primavera          | Italia | 2019 - 2020     |
| CD Castellón              | España | 2020-2024       |
| Unió Esportiva Llagostera | España | 2021-Actualidad |